# Härsnäs missionshus
Härsnäs missionsförsamling är en kyrkobyggnad i Västra Harg. Kyrkan tillhör Härsnäs missionsförsamling som var ansluten till Svenska Missionsförbundet.

## Bilder

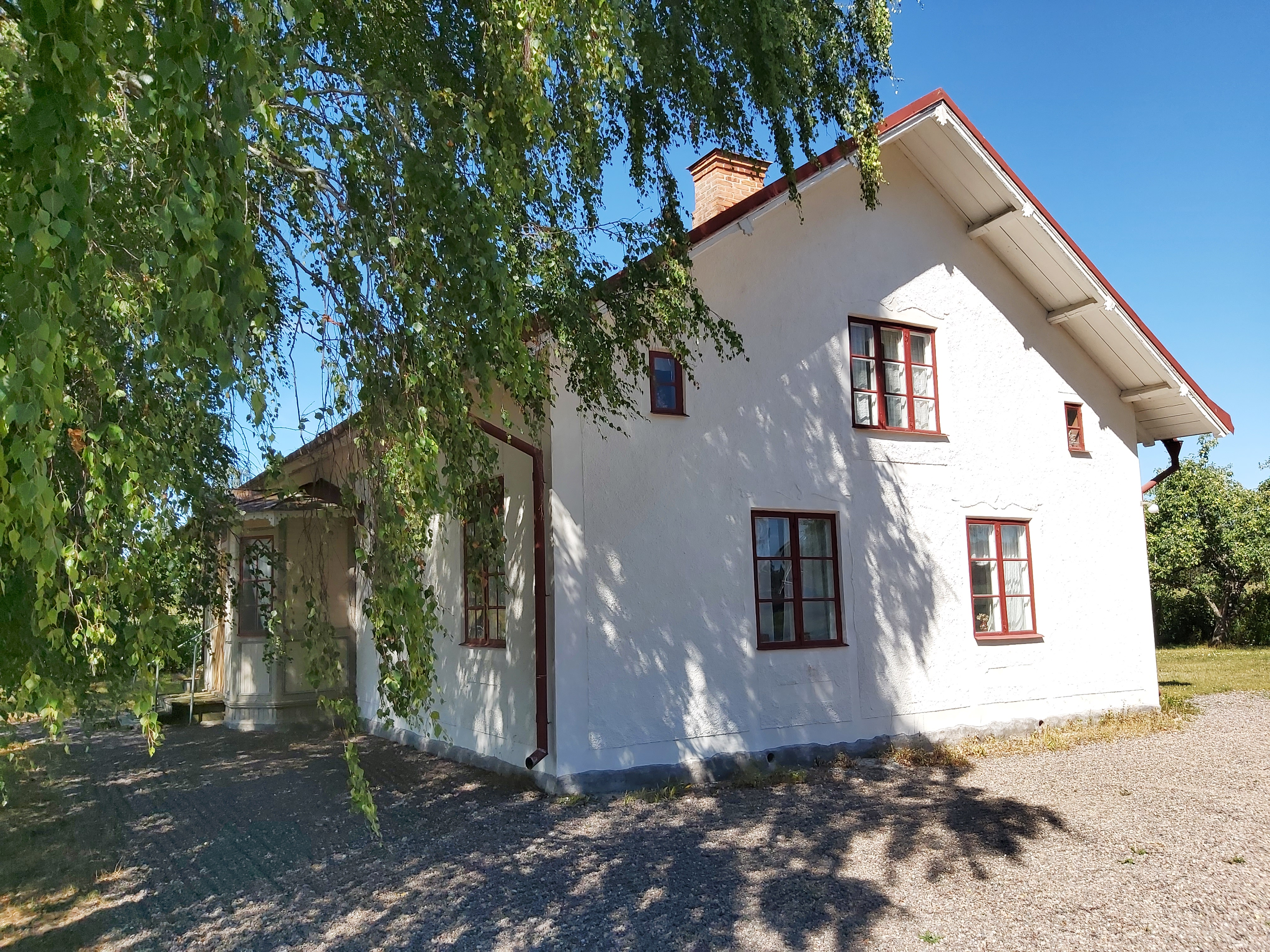
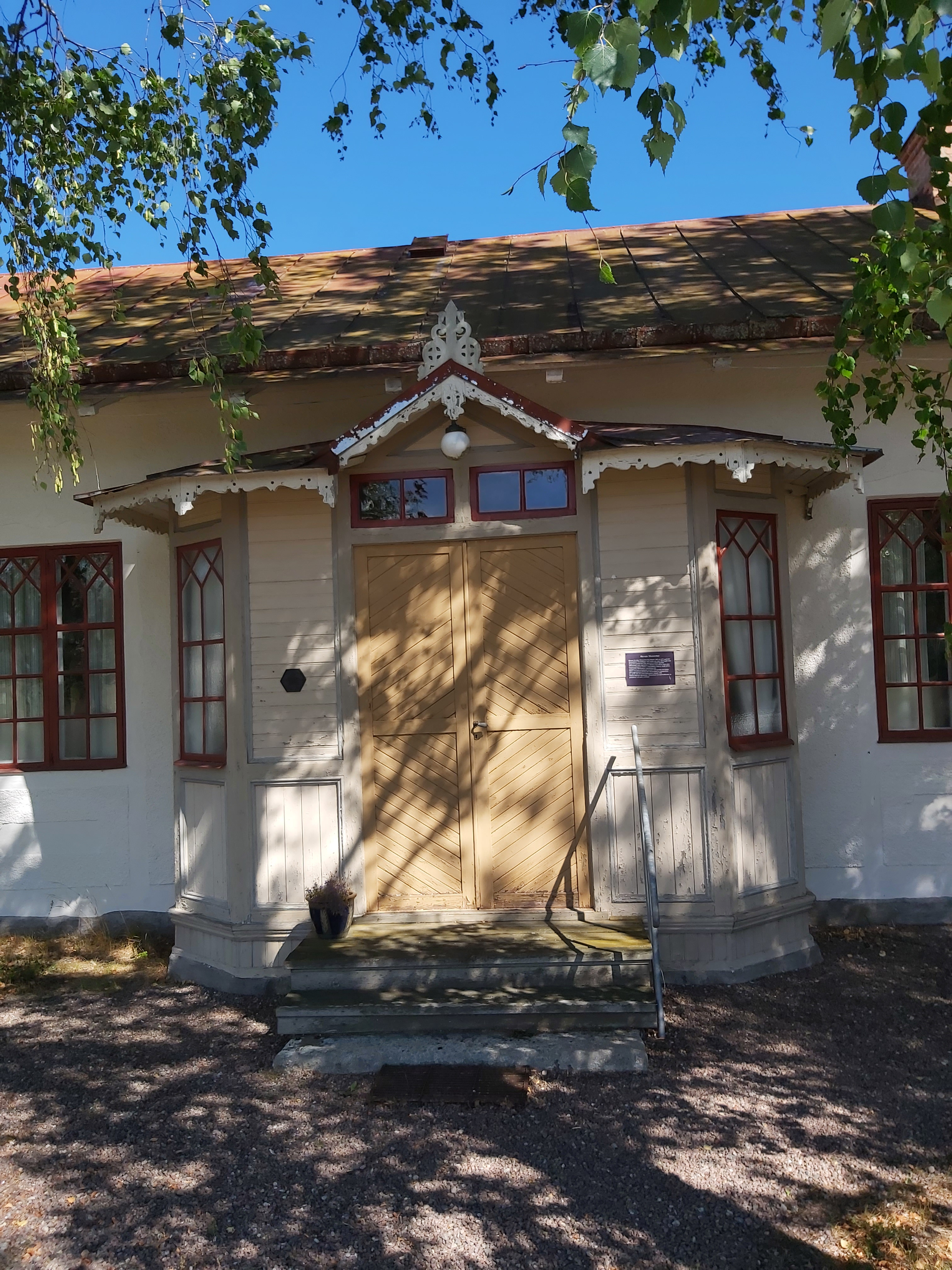
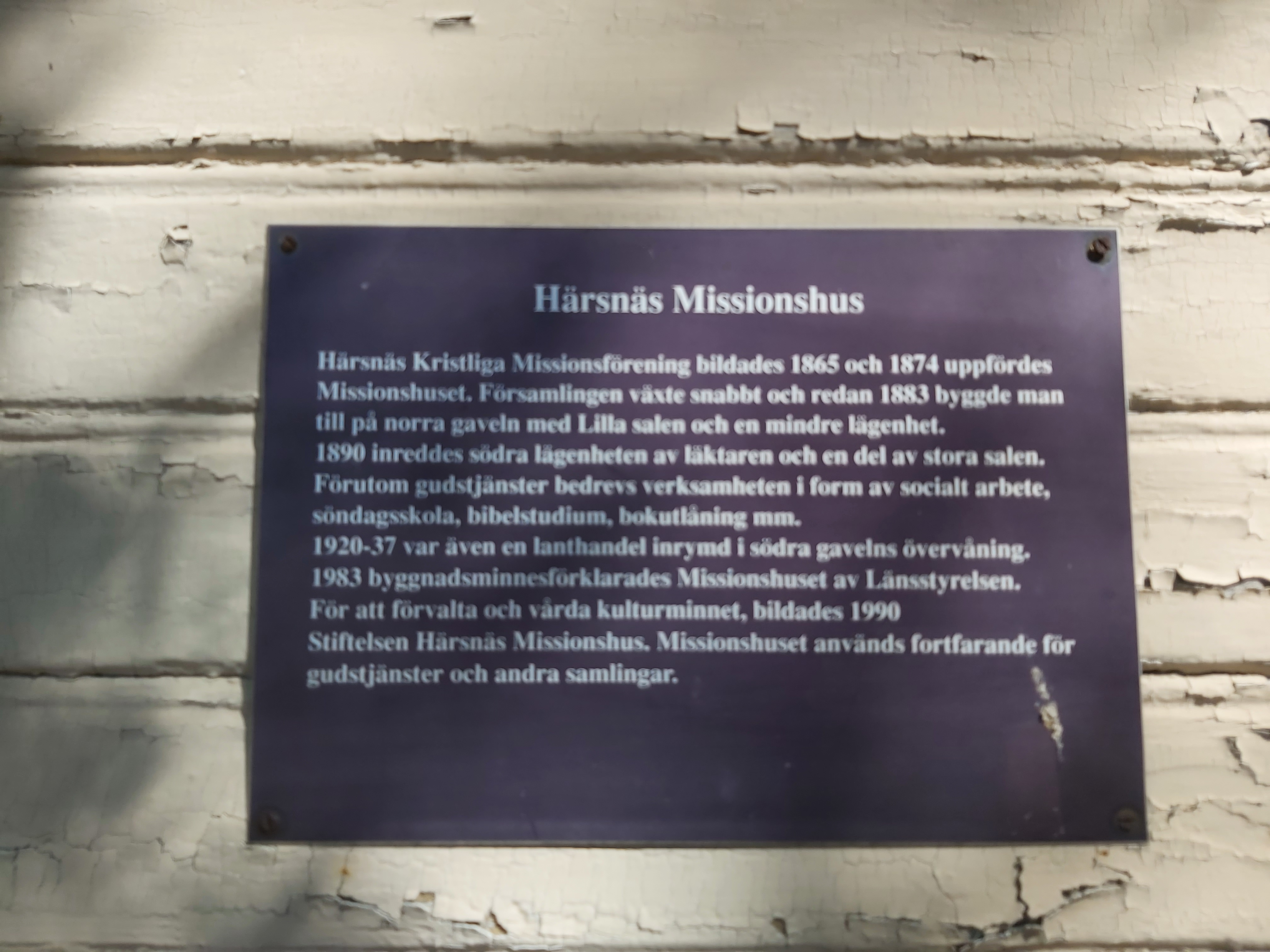

## Instrument
I kyrkan finns ett harmonium.